# Pietro Antonio Coppola
Pietro Antonio Coppola (Castrogiovanni, avui Enna, 11 de desembre de 1793 - 13 de novembre de 1877) fou un compositor italià.
Orfe de pares des de molt xiquet, va haver de guanyar-se el pa, donant lliçons de música, al mateix temps que es perfeccionava en l'estudi de l'harmonia i el contrapunt. Sent encara molt jove, fou cridat a dirigir l'orquestra del Teatre municipal de Catània en el qual feu gaudir al públic amb les millors òperes de Persiani, Fioravanti i Raimondi.
El 1816 es revelà com a compositor amb la seva primera òpera Il figlio bandito, que fou seguida d'Achille in Siro per al Teatro San Carlo de Nàpols; aquests dos triomfs varen fer que fos convidat a compondre una òpera per al Teatre Valle, de Roma; fou aquesta, Nina pazza per amore, estrenada allà el 1835, i representada amb gran èxit a París, amb el títol d'Eva, seguida més tard d'una altra, titulada Gli Illinessi, representada a Torí, amb tant d'èxit com les anteriors.
Cridat després a Viena, compongué pel teatre imperial de Porta-Carintzia, la Festa della rosa, estrena que entusiasmà tant al públic, que, acabada la representació, el públic l'acompanyà al seu domicili, amb torxes enceses. Aviat se'l disputaren Milà, Màntua i Venècia, i compongué la Celeste degli Spadari, pel teatre de La Scala, i Il postiglione di Longjumeau, que s'arranjà com a sarsuela per Espanya, amb el títol d'El Postillón de la Rioja.
Després en dos mesos i vint dies compongué Giovanna 1ª. Di Napoli, pel teatre de San Carlos, òpera que es reproduí, amb excel·lent èxit a Lisboa, teatre en el qual estrena poc temps després Inés de Castro. En tornar a Roma, feu representar Il Folletto, que la critica jutjà composta amb la vis còmica rossiniana, l'espontaneïtat de Donizetti i el sentiment de Bellini.
Es traslladà poc temps després a Palerm, per posar en escena l'Orfana Guelfa, en el Real Teatre Carolino, on fou festejat, aclamat i curullat d'honors. A aquesta òpera li seguí Fingal. Cultivà també la música religiosa, havent compost, entre altres obres, una missa de rèquiem, que s'executà a Catania, amb ocasió dels funerals de Bellini. El 1871, tornà Coppola a la seva pàtria, on passà la resta de la seva vida.